# Массуэн
Массуэ́н (фр. Massoins) — коммуна на юго-востоке Франции в регионе Прованс — Альпы — Лазурный берег, департамент Приморские Альпы, округ Ницца, кантон Ванс. До марта 2015 года коммуна административно входила в состав упразднённого кантона Виллар-сюр-Вар (округ Ницца).
Площадь коммуны — 12,13 км², население — 128 человек (2006) с тенденцией к снижению: 111 человек (2012), плотность населения — 9,2 чел/км².

## Население
Население коммуны в 2011 году составляло — 118 человек, а в 2012 году — 111 человек.
| 1962 | 1968 | 1975 | 1982 | 1990 | 1999 | 2006 | 2007 | 2011 | 2012 |
| ---- | ---- | ---- | ---- | ---- | ---- | ---- | ---- | ---- | ---- |
| 58   | 59   | 42   | 110  | 227  | 118  | 128  | 129  | 118  | 111  |

Динамика численности населения:

## Экономика
В 2010 году из 75 человек трудоспособного возраста (от 15 до 64 лет) 59 были экономически активными, 16 — неактивными (показатель активности 78,7 %, в 1999 году — 70,0 %). Из 59 активных трудоспособных жителей работали 55 человек (37 мужчин и 18 женщин), 4 числились безработными (3 мужчины и 1 женщина). Среди 16 трудоспособных неактивных граждан 1 был ученикком либо студентом, 8 — пенсионерами, а ещё 7 — были неактивны в силу других причин.
На протяжении 2010 года в коммуне числилось 54 облагаемых налогом домохозяйства, в которых проживало 106,0 человек. При этом медиана доходов составила 17 тысяч 291 евро на одного налогоплательщика.